# محمود بهرازنیا
محمود بهرازنیا (زاده ۱۳۳۵ در تهران) کارگردان، بازیگر، نویسنده اهل ایران است. وی فعالیت سینمایی را سال ۱۳۷۱ با کارگردانی فیلم‌های کوتاه و مستند در شبکه‌های تلویزیونی آلمان آغاز کرد.

## فعالیت حرفه‌ای

### نویسنده و کارگردان
- مستند «ستاره دنباله‌دار» دربارهٔ سهراب شهید ثالث
- راه بهشت (۱۳۸۰)
- شاهزاده
- مستند «در نزدیکی کیارستمی»
- «بید مجنون»

### تدوین
- راه بهشت (۱۳۸۰)

### بازیگری
- جمعه (۱۳۷۹)
- بید مجنون (فیلم ۱۳۸۳)
- راه بهشت (۱۳۸۰)
- باران (فیلم ۱۳۷۹)
- جمعه (فیلم ۱۳۷۸)
- بید مجنون (فیلم ۱۳۸۳)
- شاهزاده(۱۳۹۲)[۱]
- جنایت بی‌دقت(۱۳۹۸)[۲]

## جوایز
- دوربین طلایی جشنواره کن (۲۰۰۰)
- نامزد تندیس زرین بهترین بازیگر مرد نقش مکمل جشن خانه سینمای ایران
- دیپلم افتخار بهترین دستاورد فنی هنری محمود بهرازنیا برای فیلم «شاهزاده» محصول مشترک آلمان و افغانستان